# نوبوهیرو یاماشیتا
نوبوهیرو یاماشیتا (انگلیسی: Nobuhiro Yamashita؛ زادهٔ ۲۹ اوت ۱۹۷۶) کارگردان فیلم، و فیلم‌نامه‌نویس اهل ژاپن است.